# カレー・ヴィル駅

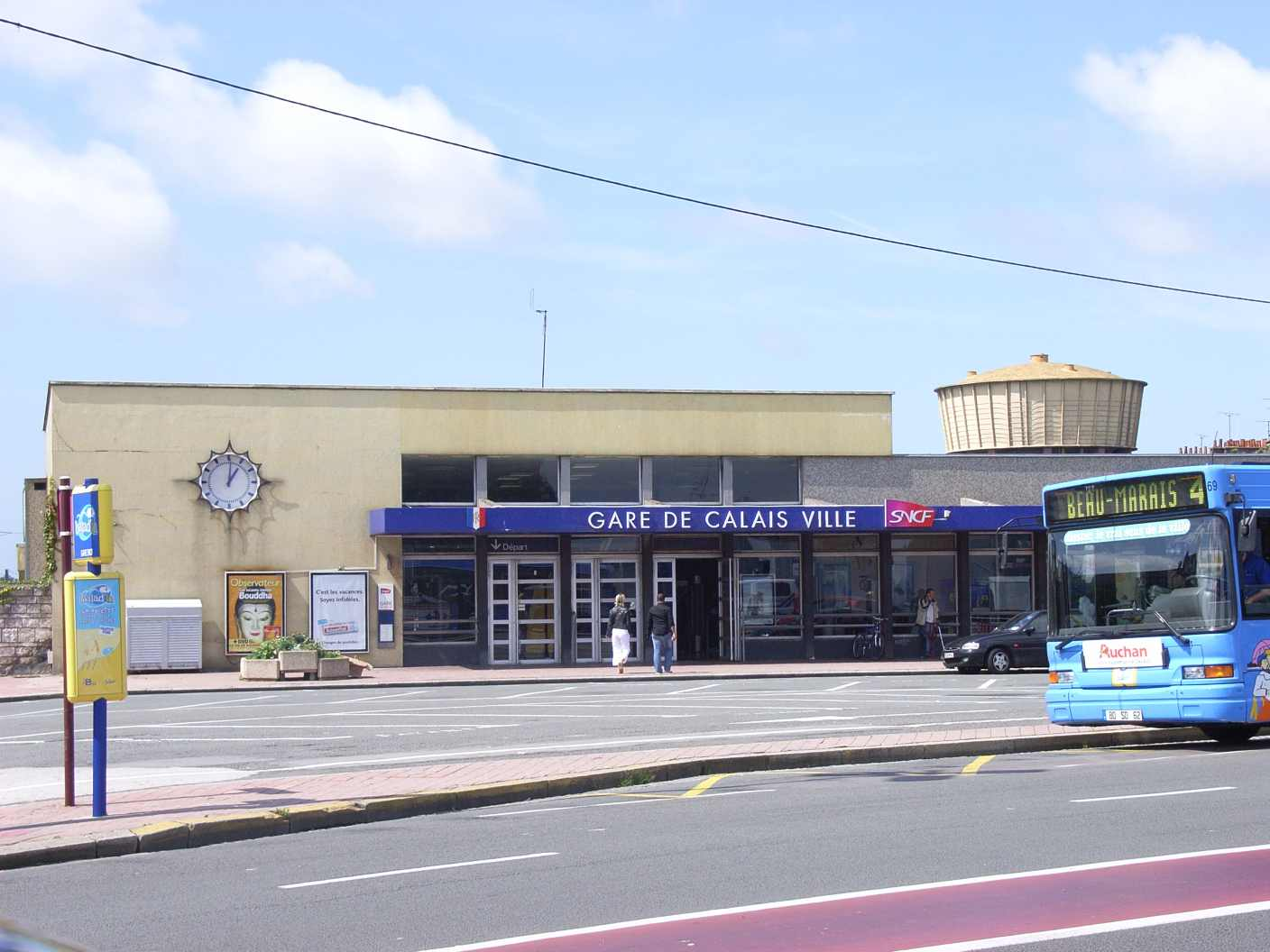
カレー・ヴィル駅

カレー・ヴィル駅(カレー・ヴィルえき、Gare de Calais-Ville)はフランス北部パ＝ド＝カレー県カレーにある主要駅である。カレー・ヴィル駅は地域鉄道のTERノール＝パ・ド・カレーと、TGVを利用したリール・ユーロップ駅からの地域速達輸送のTER GVのターミナル駅にもなっている。当駅はベニス・シンプロン・オリエント・エクスプレスの乗車駅で、乗客はユーロトンネルシャトルのカレー国際ターミネルからバスでカレー中心部に入り列車に乗り継ぐ。